# Lesão cerebral
Lesão cerebral é a destruição ou degeneração das células do cérebro. Ela pode ocorrer devido a uma vasta gama de condições, doenças ou traumas. As causas mais comuns de lesão cerebral são os traumatismos cranio-encefálicos (TCE) e os Acidentes Vasculares Cerebrais (AVC). Outras causas possíveis de lesão cerebral difusa incluem hipoxia prolongada (falta de oxigênio), envenenamento, infecção tais como meningites ou encefalites, e moléstias neurológicas.
A extensão e o efeito da lesão cerebral é freqüentemente avaliado pelo emprego de exame neurológico, tomografia e testes de avaliação neuropsicológica.
Uma lesão cerebral não resulta necessariamente numa deficiência ou incapacidade de longo prazo, embora a localização e extensão do dano tenham um efeito significativo na resultante provável. Em casos sérios de lesão cerebral, o resultado pode ser incapacidade permanente, incluindo déficit neurocognitivo, alucinações, problemas de fala ou movimento . Lesões cerebrais graves podem resultar em estado vegetativo, coma ou morte.
As dificuldades cognitivas (do funcionamento mental) após uma lesão cerebral podem ser muito evidentes, e o paciente fica incapacitado para a maior parte de suas atividades pois não é eficiente ao raciocinar, lembrar, decidir e cuidar de sua própria vida. Em outras situações, as dificuldades cognitivas são mais sutis, e demora até que os familiares e pessoas próximas notem que a pessoa está diferente na forma de pensar, na capacidade de memorizar, expressar-se ou de resolver problemas de sua vida cotidiana. Muitas vezes, as dificuldades cognitivas sutis são interpretadas como preguiça ou desânimo, porque a pessoa não consegue ser bem sucedida em sua vida, embora esteja aparentemente bem.

## Distúrbios sexuais recorrentes de lesões cerebrais
Lesões cerebrais podem acarretar uma série de efeitos comportamentais inesperados, como comportamento sexual aberrante no caso de danos na região do lobo frontal. Estudos indicam que a região do lobo frontal está diretamente relacionada a impulsos sexuais. Um estudo feito a partir de cinco casos de pessoas que sofreram traumatismos cerebrais mostra que isso pode estar diretamente relacionado com distúrbios de hipersexualidade. Esses distúrbios de hipersexualidade podem inclusive fazer com que a pessoa que sofreu o trauma passe a ter desejos sexuais que envolvem pedofilia, como no famoso caso de Charlottesville, onde um homem de idade que nunca apresentou sintomas de hipersexualidade foi condenado a prisão por consumir conteúdo de pedofilia, e após reclamar de fortes dores de cabeça foi descoberto que ele tinha um grande tumor no cérebro na região do lobo frontal, e após ser tratado os distúrbios sexuais pararam, até que o tumor retornou junto com os desejos, e, tratado novamente, os desejos sexuais não mais voltaram.

## Reabilitação
Várias profissões podem estar envolvidas no tratamento médico e no processo de reabilitação de alguém que apresenta algum tipo de incapacidade após uma lesão cerebral. Neurologistas, neurocirurgiões e fisioterapeutas especializados em neurologia (fisioterapia neurológica) são médicos especializados no tratamento de lesões cerebrais e suas sequelas.
Neuropsicólogos (especialmente neuropsicólogos clínicos) são psicólogos especialistas em entender os efeitos das lesões cerebrais e podem estar envolvidos na avaliação da extensão da lesão cerebral ou na criação de programas de reabilitação. Terapeutas ocupacionais podem estar envolvidos na execução de programas de reabilitação para auxiliar na recuperação de funções perdidas ou no reaprendizado de habilidades essenciais.
É uma crença errônea comum que uma lesão cerebral sofrida durante a infância tem uma chance maior de recuperação bem-sucedida do que dano similar sofrido na idade adulta. Na verdade, as conseqüências de um dano na infância podem simplesmente serem mais difíceis de detectar a curto prazo. Isto se dá porque diferentes áreas corticais amadurecem em fases diferentes, com alguns grandes grupos de populações celulares e suas faculdades cognitivas correspondentes permanecerem indefinidas até o início da vida adulta. No caso de uma criança com lesão cerebral frontal, por exemplo, o impacto do dano pode ser indetectável até que a criança falhe em desenvolver funções executivas normais no início da adolescência ou da vida adulta.
Os efeitos da deficiência ou incapacidade resultantes de um dano cerebral podem ser tratados de várias maneiras, incluindo medicação, psicoterapia, reabilitação neuropsicológica, cirurgia, snoezelen ou implantes físicos tais como a estimulação profunda do cérebro.

### Brasil
- «Rede Sarah de Hospitais de Reabilitação»
- «Centro Paulista de Neuropsicologia». - centro de estudos das sequelas cognitivas após uma lesão cerebral

### Portugal
- «Centro de Reabilitação Profissional de Gaia»